# 林赛·海尔斯顿
林赛·海尔斯顿（英語：Lindsay Hairston，1951年12月8日—），美国NBA联盟前职业篮球运动员。他在1975年的NBA选秀中第4轮第64顺位被底特律活塞选中。